# 静岡県道406号仁杉柴怒田線
静岡県道406号仁杉柴怒田線（しずおかけんどう406ごう ひとすぎしばんたせん）は、静岡県御殿場市内を通る一般県道である。

## 概要

### 路線データ
- 起点：静岡県御殿場市仁杉字岩ノ上732番17[1]（仁杉東交差点、静岡県道418号須走御殿場線・国道138号交点）
- 終点：静岡県御殿場市仁杉字藤原624番1[1]（新御殿場IC）
- 路線長：1.480 km（本線部820 m、ランプ部660 m）[2][3]
- 自動車専用道路区間：新御殿場ICランプ（御殿場市柴怒田字三枚畑92番1 - 終点）[4]

## 沿革
- 1995年（平成7年）12月1日 - 路線認定[5]
- 2021年（令和3年）4月10日 - 供用開始[1]。同日には新東名高速道路新御殿場IC - 御殿場JCT、国道138号須走道路第2工区須走口南IC - 水土野IC・御殿場バイパス（西区間）第3工区水土野IC - ぐみ沢IC、国道469号御殿場バイパス1工区も開通した[6][7]。

## 地理

### 通過する自治体
- 静岡県御殿場市

### 接続する道路
- 国道138号（箱根裏街道）（起点：御殿場市仁杉、仁杉東交差点）
- 静岡県道418号須走御殿場線（起点:御殿場市仁杉、仁杉東交差点）
- E1A 新東名高速道路（御殿場市仁杉、新御殿場IC、終点）
- 国道138号御殿場バイパス連絡路（御殿場市仁杉、新御殿場IC[注釈 1]、終点）